# ناتانیل وود
ناتانیل وود (انگلیسی: Nathaniel Wood؛ زادهٔ ۵ اوت ۱۹۹۳) ورزشکار هنرهای رزمی ترکیبی اهل انگلستان است. وی از سال ۲۰۱۱ میلادی تاکنون مشغول فعالیت بوده‌است.